# 527-й пункт матеріально-технічного забезпечення ВМФ СРСР
527-й пункт матеріально-технічного забезпечення ВМФ СРСР (абр.: 527 ПМТЗ) — частина тилового і матеріально технічного забезпечення кораблів ВМФ СРСР порту Бербера (Сомалі) на узбережжі Аденської затоки. Діяв з 1972 до 1977 року.

## Географічні відомості
Порт і військово-морська база (ПМТЗ) Бербера були побудовані радянськими спеціалістами на північному заході Сомалі в селищі Бербера на узбережжі Аденської затоки.
Найближчий морський порт — Аден на протилежному (північному) березі протоки (255 км від Барбери). Відстань до найближчих континентальних міст: Харгейса — 150 км, Бурао — 120 км. До столиці Ефіопії Аддис-Абеби — 790 км.

## Історія
Дипломатичні відносини між СРСР і Сомалі були встановлені 11 вересня 1960 року, а у 1962 році відбулися перші військово-дипломатичні контакти між двома державами. 14 вересня 1962 року в Сомалі прибув з діловим заходом перший загін радянських кораблів на чолі з крейсером «Орджонікідзе» під прапором першого заступника командувача Чорноморським флотом віце-адмірала В. Чалого.
Згідно з міжурядовою угодою наприкінці 1962 року розпочалися роботи з підготовки до будівництва СРСР порту в Бербері: наприкінці року в Берберу прибула експедиція НДІ «Союзморнііпроект». У 1964 році проведені гідрографічні дослідження акваторії. Будівництво порту за участі радянських фахівців розпочалося 15 січня 1965 року. Перший причал порту був зданий в експлуатацію 1 травня 1968 року.
У лютому 1972 року Сомалі у складі урядової делегації відвідав міністр оборони СРСР маршал Радянського Союзу А. А. Гречко. Під час цього візиту була досягнута угода про заходи радянських кораблів у порти Сомалі й створення пункту матеріально-технічного забезпечення для обслуговування радянських підводних човнів у порту Бербера. Для цього була укладена додаткова угода про модернізацію порту. У Бербері був створений 527-й ПМТЗ. Крім того, в тому ж році була підписана угода про періодичне базування на аеродромі Бербера літаків розвідувальної і протичовнової авіації Ту-95РЦ та Іл-38.
У 1974 році в Бербері вже базувалася плавказарма ПКЗ-98, а на березі було розгорнуто зональний вузол зв'язку. У березні 1974 року ПМТЗ у Бербері вперше відвідали радянські атомні підводні човни К-201 і К-314. У 1974 році планувалося використовувати Берберу також як основний пункт базування тральних сил, залучених до розмінування Суецької затоки, однак врешті скористалися Хургадою. Тим не менше, протягом року кількість відвідувань Сомалі радянськими бойовими кораблями склала, за різними джерелами, від 61 до 85 візитів. У грудні 1974 року в Сомалі з візитом побував командувач ВМФ СРСР адмірал Флоту Радянського Союзу С. Г. Горшков, який також відвідав ПМТЗ. До цього моменту СРСР продовжував розбудову пункту базування в Бербері для використання нашим флотом і аеродрому для літаків-розвідників, які тримали під своїм контролем більшу частину Індійського океану. Побудований радянськими спеціалістами для своєї військово-морської авіації аеродром в Бербері мав і досі має найбільшу в Африці злітно-посадкову смугу — 4140 метри.
Згідно з доповіддю групи сенаторів США на чолі з губернатором Оклахоми Дьюі Ф. Бартлеттом, яких допустили в липні 1975 року на територію радянських військових об'єктів в Барбері, в порту стояли плавказарма і плавбаза підводних човнів. На березі розташовувався новий будинок госпіталю і три капітальних казарми, трубопровід з опріснювальним обладнанням, потужний радіопередавач, який добре охоронявся. П'яти членам делегації дозволили відвідати бункер, де були тільки п'ятидюймові снаряди, але поруч був підйомний кран вантажопідйомністю в 25 тонн, транспортні візки і контейнер від ракети Styx. Сомалійці заявили, що вони отримали такі ракети, але американці сумнівалися в цьому твердженні. Відвідали члени делегації й аеродром зі злітно-посадковою смугою довжиною приблизно 17 000 футів. За їх оцінкою радянський персонал в Бербері налічував 500–1500 осіб.

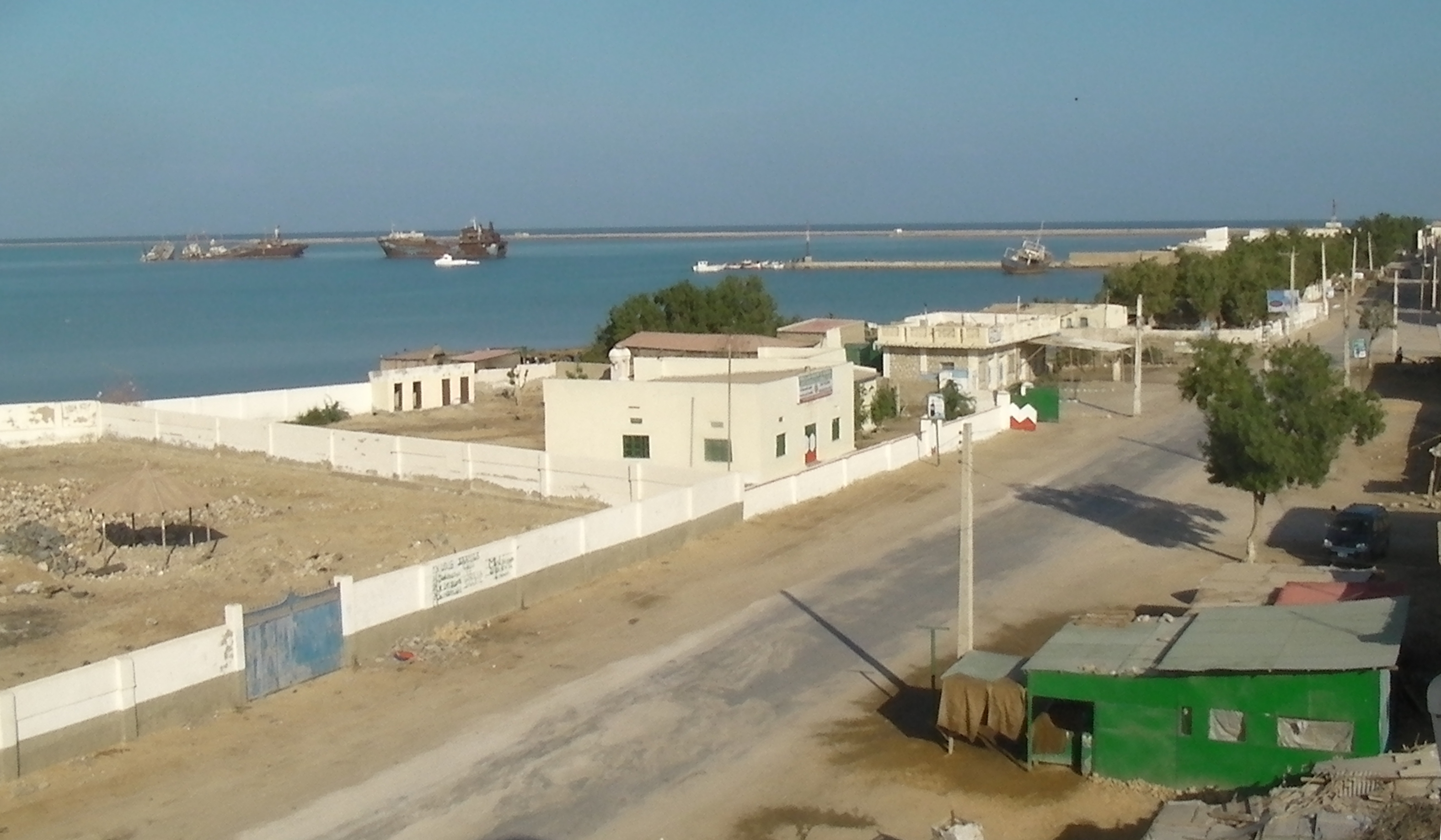
Колишня радянська ВМБ у Бербері сьогодні.
Фото 2011 року

У 1977 році в складі ПМТЗ діяли спеціально побудований вузол зв'язку, радіолокаційна станція, сховище для корабельних крилатих ракет, сховище на 175 тисяч барелів палива. ПМТЗ мав пункт безпричального бункерування, плавдок ПД-66, плавмайстерню. У житловому містечку могло розміститись 1,5 тисяч осіб. Була опріснювальна станція на основі іонообмінних елементів, госпіталь.
У 1977 році під час першої ефіопсько-сомалійської війни Радянський Союз надав значну підтримку Ефіопії. В результаті 13 листопада 1977 року президент Сомалі Сіад Барре оголосив про припинення дії радянсько-сомалійського договору від 11 липня 1974 року. Дві тисячі радянських фахівців і членів їх сімей мали в триденний строк, до 20 листопада, покинути країну. Сомалійці заявили також про конфіскацію всього радянського майна на території держави.
20 листопада, під прикриттям кораблів 8-ї оперативної ескадри відбулася екстрена евакуація особового складу і майна 527-го пункту матеріально-технічного забезпечення ВМФ СРСР з Барбери. Майно і техніка, які не було змоги евакуювати були кинуті напризволяще.
Після евакуації радянської військово-морської й авіаційної бази з Бербери, у серпні 1980 року уряд Сомалі підписав угоду з США, згідно з якою надав право американським бойовим кораблям користуватися сомалійськими портами, а американським військово-повітряним силам — авіабазами у Бербері, Могадишо і Кісмайо. Цікаво, що аеродром в Бербері аж до розпаду Сомалі в 1991 був у списку резервних посадкових смуг для американських космічних шатлів.